# 新雷帕蒂門圖

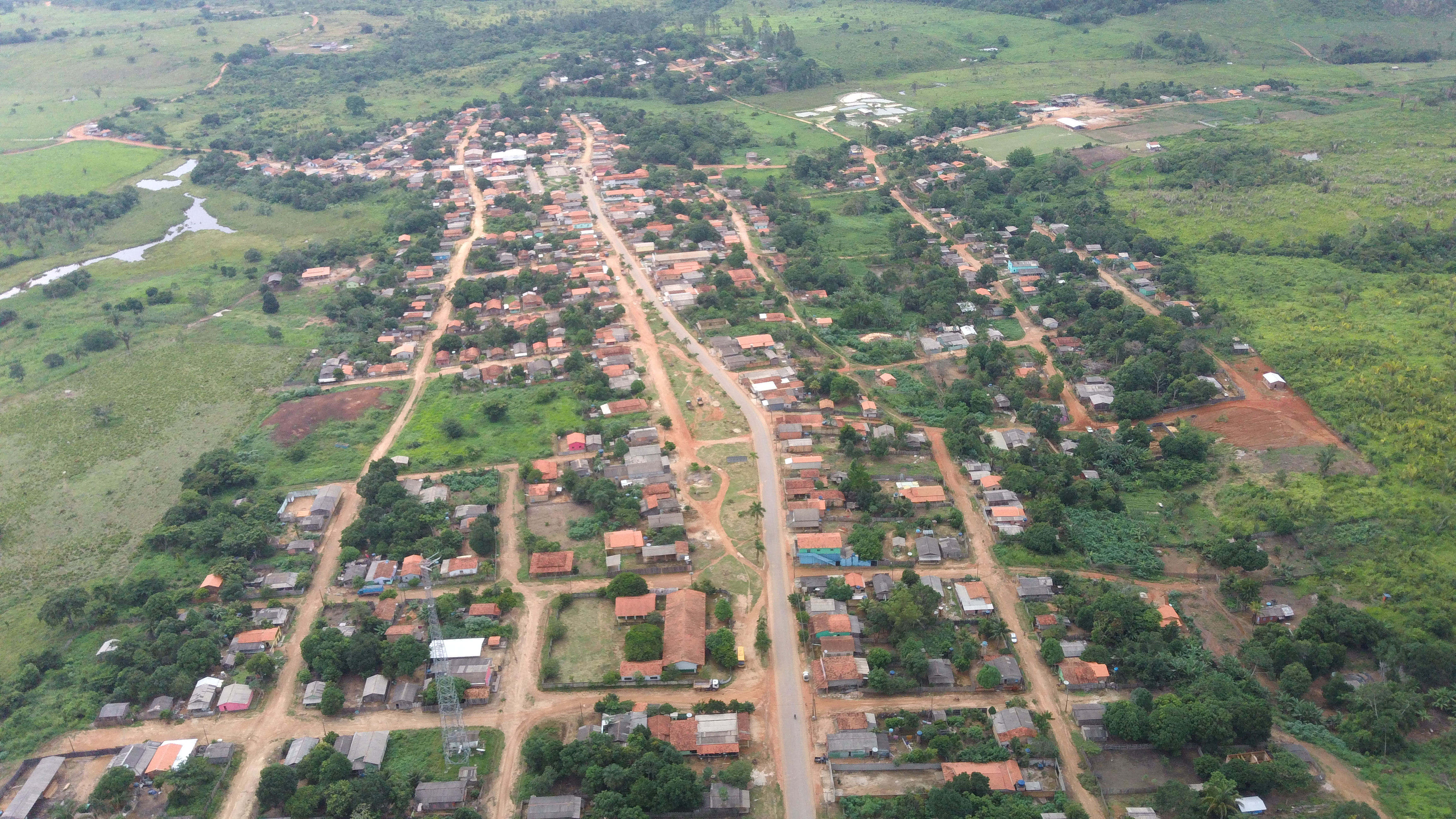
新雷帕蒂門圖

新雷帕蒂門圖（葡萄牙語：Novo Repartimento），是巴西的城鎮，位於該國北部，由帕拉州負責管轄，始建於1993年，面積15,399平方公里，2012年人口65,106，該城鎮人口密度每平方公里4.23人。